# Kokushikan-Universität/Fußball
Die Fußballabteilung der Kokushikan-Universität (jap. 国士舘大学サッカー部 Kokushikan Daigaku Sakkā-bu) ist an deren Campus in Machida in der japanischen Präfektur Tokio beheimatet. Neben einer in den Universitätsligen spielenden Mannschaft unterhielt sie außerdem von 1998 bis 2004 eine eigenständige Vereinsmannschaft, die im Herren-Spielbetrieb des japanischen Fußballverbandes 1998 in der ersten Japan Football League mitwirkte und nach Auflösung dieser Spielklasse eines der neun Gründungsmitglieder der zweiten Japan Football League war. Zudem spielte das Team bis heute insgesamt 14 Mal im Kaiserpokal, zuletzt im Jahr 2008.

## Geschichte
Die Abteilung wurde von Hideo Osawa, einem späteren Präsidenten der Universität, im Jahr 1956 gegründet. Der Spielbetrieb begann in der dritten Division der Kantō-Universitätsliga; 1963 folgte der Aufstieg in die zweite, 1970 der in die erste Division.
Gegen Ende der 1970er Jahre stellten sich langsam erste Erfolge ein. Im Jahr 1978 vertrat Kokushikan University SC erstmals die Region Kantō im Kaiserpokal, schied aber schon in der ersten Runde nach einer 1:2-Niederlage gegen die Werksmannschaft von Honda Motors aus. Die Hochphase der Mannschaft dauerte von 1982 bis 2001 an, in der insgesamt neunmal die Kantō-Universitätsliga und darüber hinaus viermal die nationale Universitätsmeisterschaft gewonnen werden konnte.
Die kontinuierlichen Erfolge in der Universitätsmeisterschaft insbesondere in der Mitte der 1990er Jahre führten dazu, dass die Mannschaft vom japanischen Universitäts-Fußballverband vor Beginn der Saison 1998 zur Aufnahme in die Japan Football League vorgeschlagen wurde, da in dieser durch einige Rückzüge ein freier Platz vorhanden war. Dem Vorschlag wurde durch die Japan Football Association stattgegeben unter der Bedingung, dass für Universitäts- und Herrenspielbetrieb zwei getrennte Mannschaften gemeldet würden. In der ersten Spielzeit im Herrenspielbetrieb erreichte der Verein zwar nur den fünfzehnten und damit vorletzten Platz, profitierte jedoch von der für die darauffolgende Saison durchgeführten Spielklassenreform und war zur Saison 1999 eines der neun Gründungsmitglieder der ebenfalls Japan Football League genannten Spielklasse.
Das beste Resultat in der Japan Football League wurde 2002 mit einem fünften Platz erreicht. Schon zwei Jahre später jedoch folgte der Rückzug aus der Liga, nachdem kurz vor Ende der Saison einige Spieler aufgrund der Verwicklung in einen Unsittlichkeits-Skandal festgenommen worden waren. Danach wurde es relativ still um Kokushikan University SC, lediglich 2013 gelang der Einzug ins Finale der Universitätsmeisterschaften, welches mit 3:1 gegen die Osaka University of Health and Sports Sciences verloren wurde.

## Erfolge
- Japanische Fußball-Universitätsmeisterschaft: 4

1982, 1996, 1998, 1999
- Kantō-Universitätsmeisterschaft: 9

1982, 1984, 1985, 1989, 1991, 1995, 1997, 1998, 2001